# 法國跨軍種太空司令部
跨軍種太空司令部（法語：Commandement interarmées de l'espace）是法國軍隊在2010年成立的一個跨軍種組織，由法軍總參謀部指揮。其職責包括制定及執行法國的太空軍事政策。